# Похмелино
Похмелино — деревня в Пестяковском районе Ивановской области. Входит в Пестяковское сельское поселение.

## География
Находится вблизи границы с Верхнеландеховским районом.
Расстояние до районного центра: Пестяки: 3 км, до областного центра: Иваново 108 км.
| 1859 | 1905 | 2010 |
| ---- | ---- | ---- |
| 107  | ↘97  | ↘9   |

## История
В конце XIX — начале XX века деревня входила в состав Пестяковской волости Гороховецкого уезда Владимирской губернии, с 1925 года — в составе Пестяковской волости Шуйского уезда Иваново-Вознесенской губернии. В 1859 году в деревне числилось 14 дворов, в 1905 году — 32 двора.

## Инфраструктура
Социальная инфраструктура отсутствует. Уличная сеть отсутствует.

## Транспорт
Автодороги местного значения.
Расстояние до аэропортов: Иваново 108 км, Нижний Новгород 88 км.